# Otto Šling

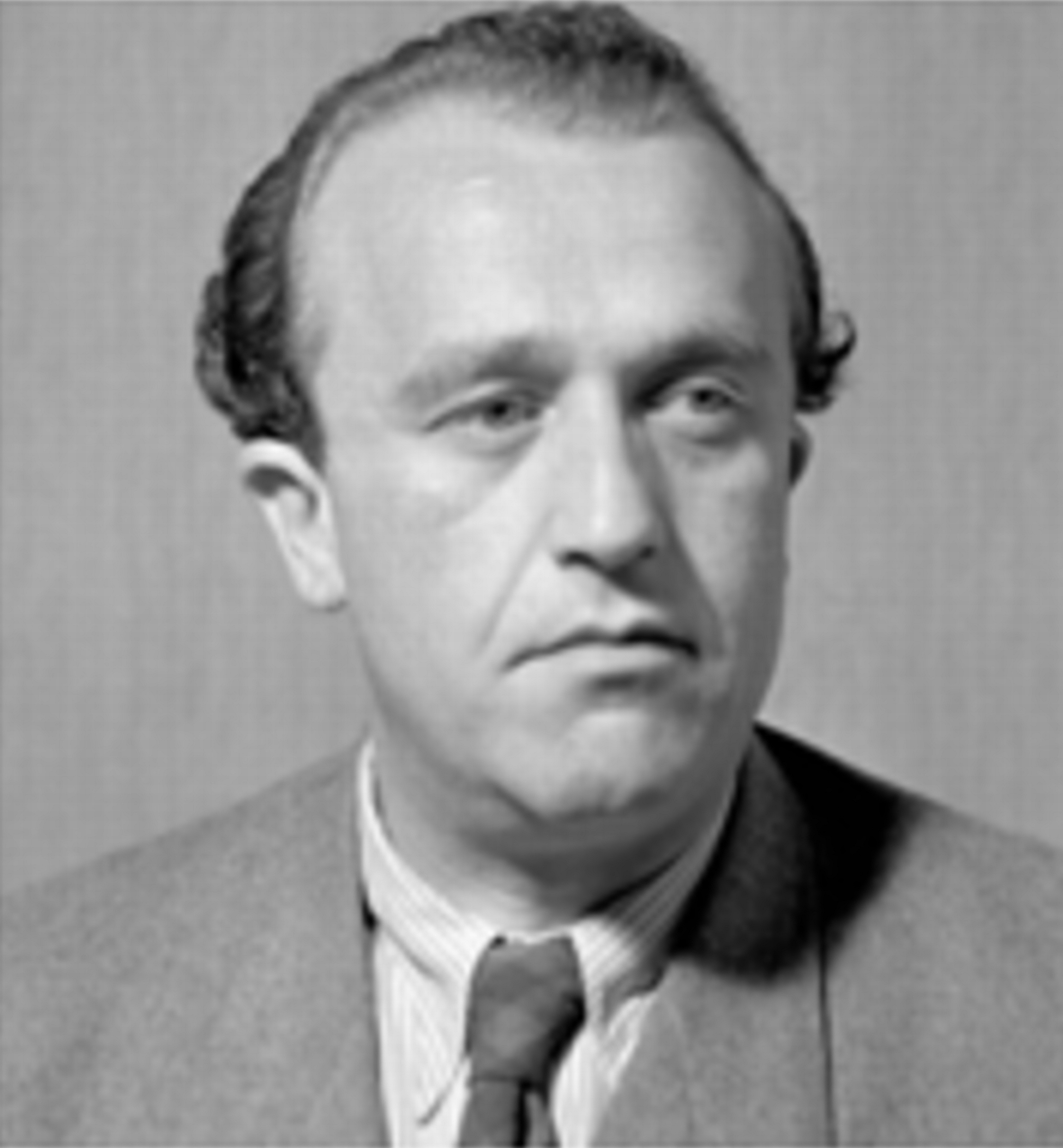
Otto Šling

Otto Šling (* 24. August 1912 in Nová Cerekev, Österreich-Ungarn, als Otto Schling; † 3. Dezember 1952 im Gefängnis Pankrác in Prag) war ein tschechoslowakischer Politiker und hoher Funktionär der Kommunistischen Partei der Tschechoslowakei (KPČ) sowie Abgeordneter in insgesamt drei Nationalversammlungen der Tschechoslowakei in den Jahren 1945 bis 1950. In den 1950er Jahren wurde er Opfer der stalinistischen Schauprozesse und im sogenannten Slánský-Prozess zum Tode verurteilt und hingerichtet.

## Name
Otto Šling, ebenfalls Ota Šling, geboren als Otto Schling. Nachdem die Familie Besitz an einer Papierfabrik in der Nähe von  Děčín erlangte, das sich zu diesem Zeitpunkt im deutschsprachigen Teil von Böhmen befand, zog er nach Teplice um, da  er sich als Tscheche fühlte; bei dieser Gelegenheit fing er an, wie sein Sohn Karel Šling berichtet, die tschechische Variante seines Namens („Šling“) der deutschen („Schling“) vorzuziehen, ohne dies jedoch offiziell beantragt zu haben. Dies tat er offenbar, wie Jan Gerber schreibt, erst später während seines Aufenthalts in Großbritannien (1939–1945).

## Leben
Otto Šling war das dritte Kind des jüdischen Unternehmers und Sozialdemokraten Emil Schling, der sich in der Tschechoslowakei Šling nannte (er wurde 1942 ins Vernichtungslager Maly Trostinez deportiert und dort ermordet). Erst zwölf Jahre alt, trat Otto Šling 1924 der Jugendorganisation der KPČ, 1930 dann der KPČ bei. Nach dem Gymnasium in Teplice besuchte er die medizinische Fakultät der Karls-Universität Prag. Das Studium brach er ab, weil er sich als Freiwilliger zu den Interbrigaden im spanischen Bürgerkrieg meldete, wo er 1936 bis 1939 als Militärarzt tätig war. Nach seiner Verwundung ging er nach London; dort lernte er seine Frau Marian kennen, die er 1941 heiratete. Bis 1945 blieb er in London, wo er auch für die tschechoslowakische Exilregierung arbeitete.
Hier setzte er sich (1941) für die Etablierung des 17. November als Internationalen Studententag ein; dieser Tag erinnert an die Studentenproteste von 1939 in Prag gegen die deutsche Besetzung der Tschechoslowakei, die blutig niedergeschlagen wurden.

## Politisches Engagement nach 1945
In der Nachkriegszeit war Šling politisch für die kommunistische Partei tätig und zwar:
- 1945–1949 als politischer Bezirkssekretät des Bezirkskomitees der KPČ in Brünn
- 1949–1950 leitender Bezirkssekretär des Bezirkskomitees der KPČ und Vorsitzender des Aktionsausschusses der Nationalfront in Brünn
- 1945–1950 Leiter des Bezirkssekretariats des Bezirkskomitees der KPČ in Brünn
- 1946–1950 Mitglied des Zentralkomitees der KPČ
- 1948–1950 Vorsitzender des Bezirkskomitees des Aktionsausschusses der Nationalfront (und als solcher am Februarumsturz 1948 beteiligt)

Für die kommunistische Partei wurde er mehrmals als Abgeordneter aufgestellt und gewählt und zwar:
- 1945–1946 Abgeordneter der sogenannten Provisorischen Nationalversammlung der Tschechoslowakei
- 1946–1948 Abgeordneter der sogenannten Verfassungsgebenden Nationalversammlung der Tschechoslowakei
- 1948–1950 Abgeordneter der Nationalversammlung

Otto Šling wurde im November 1950 im Zuge der Ermittlungen gegen ein vermeintliches „staatsfeindliches Verschwörerzentrum“ aus der Partei ausgeschlossen.

## Prozess
1950 fand seine Karriere ein Ende. Die Parteiführung unter Staatspräsident Klement Gottwald war überzeugt, dass auch in der KPČ eine Verschwörung stattgefunden habe, und war entschlossen, in ihrer Mitte eine Entsprechung zum Fall László Rajk in Ungarn aufzudecken. Hier bot sich ihr unter anderem die Gelegenheit einer gewollten Misinterpretation eines (möglicherweise gefälschten) Briefes Šlings von 1939 an einen seiner Bekannten, der als Šlings Verpflichtung zur Spionage umgedeutet wurde. Otto Šling wurde am 6. Oktober 1950 verhaftet, gleichzeitig wurde seine Frau Marian Šling mit den Kindern nach Prag gebracht und bis zum Abschluss des Prozesses zwei Jahre lang im Gefängnis festgehalten. In den Verhören, die teilweise ununterbrochen über 30 Stunden dauerten, wurde auf Šling starker psychischer Druck ausgeübt und er wurde auch geschlagen. Nach seinen erzwungenen Geständnissen wurde in der Partei umgehend eine „außerordentliche Kommission für den Brünner Fall“ ins Leben gerufen, deren Aufgabe es war, das „Verschwörerzentrum in Brünn“ zu überführen; über 6000 Parteimitglieder, viele von ihnen Šlings Mitarbeiter, wurden überprüft und etliche von ihnen verhaftet. Zu diesem Zeitpunkt entschieden jedoch die sowjetischen Berater, welche die Vorbereitung des Prozesse de facto leiteten, dass ein nur regionaler Funktionär nicht der Kopf der Verschwörung sein könne, und die Aufmerksamkeit der Ermittler erfasste bald die höchsten Funktionäre des Zentralkomitees, darunter auch den Generalsekretär Rudolf Slánský, der bis dahin die Konzeption der Prozessvorbereitung vorangetrieben hatte.
Šling wurde im Schauprozess mit Rudolf Slánský (vom 20. bis 27. November 1952) zusammen mit 13 weiteren hohen Parteifunktionären und Regierungsmitgliedern angeklagt. Der Hauptangeklagte Rudolf Slánský, zuvor Generalsekretär der Partei, hatte sich von Šling während des Prozesses distanziert. Šling war, wie die Mehrheit der übrigen Angeklagten, jüdischer Herkunft, zudem Sohn eines Unternehmers und Interbrigadist. Während des Krieges war er in London auch für die Exilregierung tätig, er hatte mehrere Parteifunktionen inne. So passte er in das damalige Schema der politischen Prozesse in der Tschechoslowakei, die nach dem Vorbild der stalinistischen Prozesse gegen „Wurzellose Kosmopoliten“ in der Sowjetunion abliefen.
Am 27. November 1952 wurden elf Todesurteile, darunter gegen Otto Šling, und drei lebenslange Haftstrafen ausgesprochen. Die Verurteilten wurden am 3. Dezember 1952 im Hof des Gefängnisses Pankrác in Prag frühmorgens erhängt.
Otto Šling hatte zwei Söhne. Jan Šling wurde 1972 verhaftet und nach Großbritannien abgeschoben, Karel Šling, einer der Unterzeichner der Erklärung Charta 77, emigrierte 1984 nach Großbritannien.
Otto Šling wurde 1963 post mortem rehabilitiert.